# Đảo Lưu Công
Đảo Lưu Công (giản thể: 刘公岛; phồn thể: 劉公島; bính âm: Liúgōng Dǎo; Wade–Giles: Liu-kung Tao) là một hòn đảo nhỏ nằm ở ven bờ biển đông bắc của bán đảo Sơn Đông, Trung Quốc, tại cửa vịnh Uy Hải. Nó được gọi là "nơi khai sinh lực lượng hải quân hiện đại đầu tiên của Trung Quốc" và cũng là nơi thất bại của hải quân này trong Chiến tranh Trung-Nhật lần thứ nhất.

## Địa lý
Đảo Lưu Công nằm cách thành phố Uy Hải khoảng 4 km. Đảo có diện tích 3,15 km², với chiều dài lớn nhất 4,08 km (theo hướng đông tây) và chiều rộng lớn nhất 1,5 km. Đường bờ biển có tổng chiều dài 14,93 km. Nhìn chung địa hình của hòn đảo dốc xuống từ bắc xuống nam. Với độ cao 153 mét, núi Thất Tinh là điểm cao nhất của hòn đảo. Phía bắc đảo là các vách đá dốc đứng, trong khi phía nam đảo là các ngọn đồi thấp dần.
Hơn một nửa diện tích của hòn đảo (khoảng 1,8 km²) được bao phủ bởi rừng, chủ yếu là loài cây thông đen. Rừng được bảo vệ bởi cơ sở bảo tồn rừng quốc gia. Trên đảo có một sở thú, trong đó có hai con gấu trúc và các động vật khác, trong đó một số là quà tặng của chính phủ Đài Loan gửi đến Trung Quốc.
Có một cơ sở huấn luyện hải quân được đặt trên đảo, cùng với một bảo tàng tưởng niệm lịch sử Chiến tranh Trung-Nhật đầu tiên và một đài tưởng niệm Hạm đội Bắc Dương.

## Lịch sử

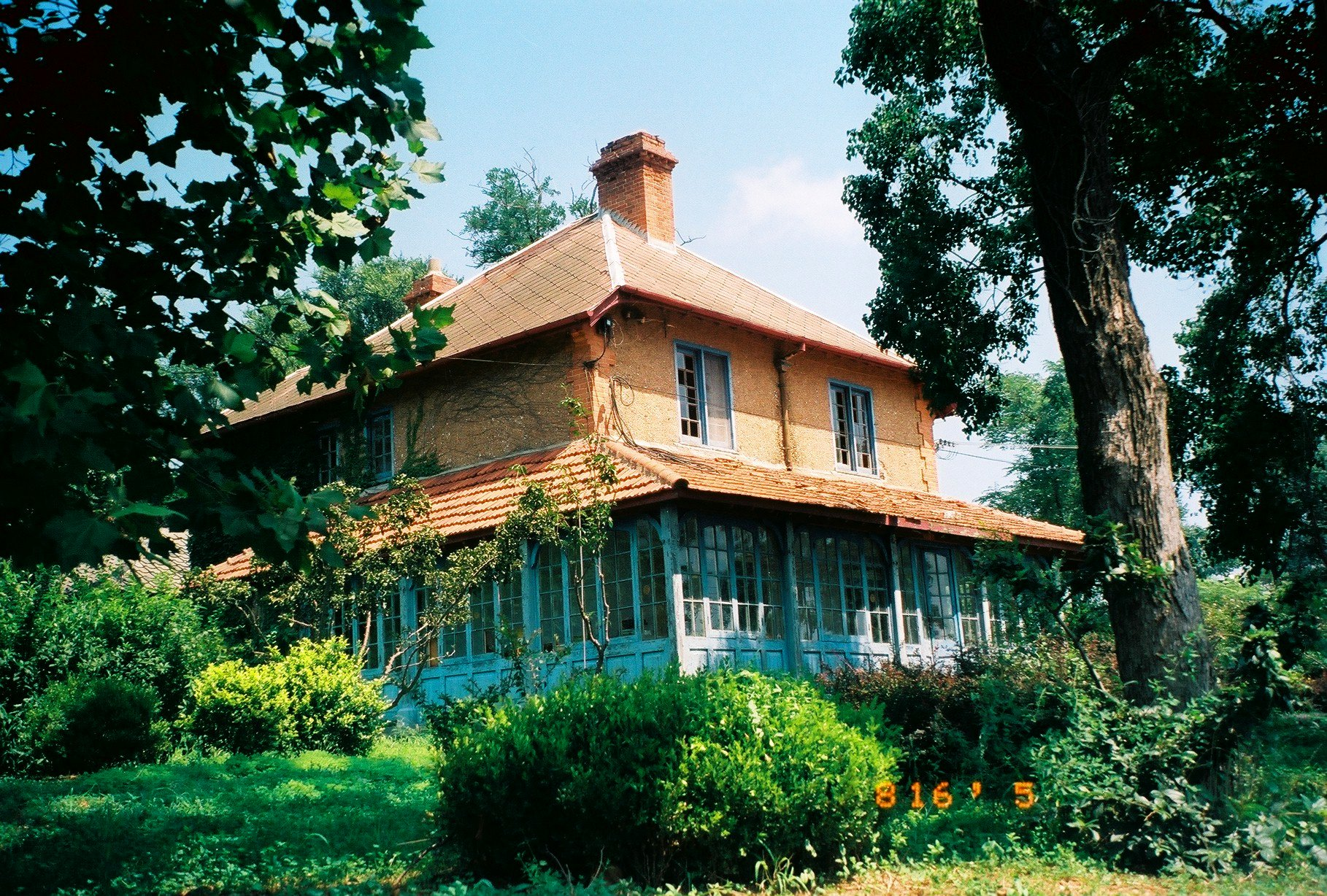
Tòa nhà cũ của Anh.

Các bằng chứng khảo cổ học cho thấy hòn đảo đã có người ở ít nhất từ thời Chiến Quốc. Vào thời nhà Hán, hòn đảo được định cư bởi các thành viên của gia tộc họ Lưu, là gốc tên hòn đảo ngày nay.
Hòn đảo đã có nhiều thay đổi trong thời nhà Minh: ban đầu, tất cả cư dân sống ở đây phải rời đảo vì các mối đe dọa cướp biển. Trong triều đại của Hoàng đế Minh Thế Tông, một lực lượng phiến quân do Hiến Vương lãnh đạo đã tìm nơi ẩn náu trên đảo, nhưng cuộc nổi loạn này đã bị dập tắt ngay sau đó. Đến cuối triều đại Minh Thần Tông, những người định cư đã được tuyển mộ để tái canh tác trên hòn đảo. Họ được bảo vệ chống lại các cuộc tấn công của cướp biển bởi một toán lính triều đình. Sau đó, việc gia tăng các hoạt động vận chuyển giữa miền bắc và miền nam Trung Quốc đã mang lại sự thịnh vượng và làm gia tăng dân số trên hòn đảo.
Năm 1663, dân số trên hòn đảo phải sơ tán một lần nữa, lần này là để đối phó với sự bùng phát của một dịch bệnh. 27 năm sau đó, vào năm 1690, hòn đảo được tái định cư bởi ba gia đình (Công, Châu và Khương). Năm 1703, hòn đảo bị chiếm làm căn cứ cho một lực lượng phiến quân khác, nhưng một lần nữa cuộc nổi loạn chỉ tồn tại trong thời gian ngắn.

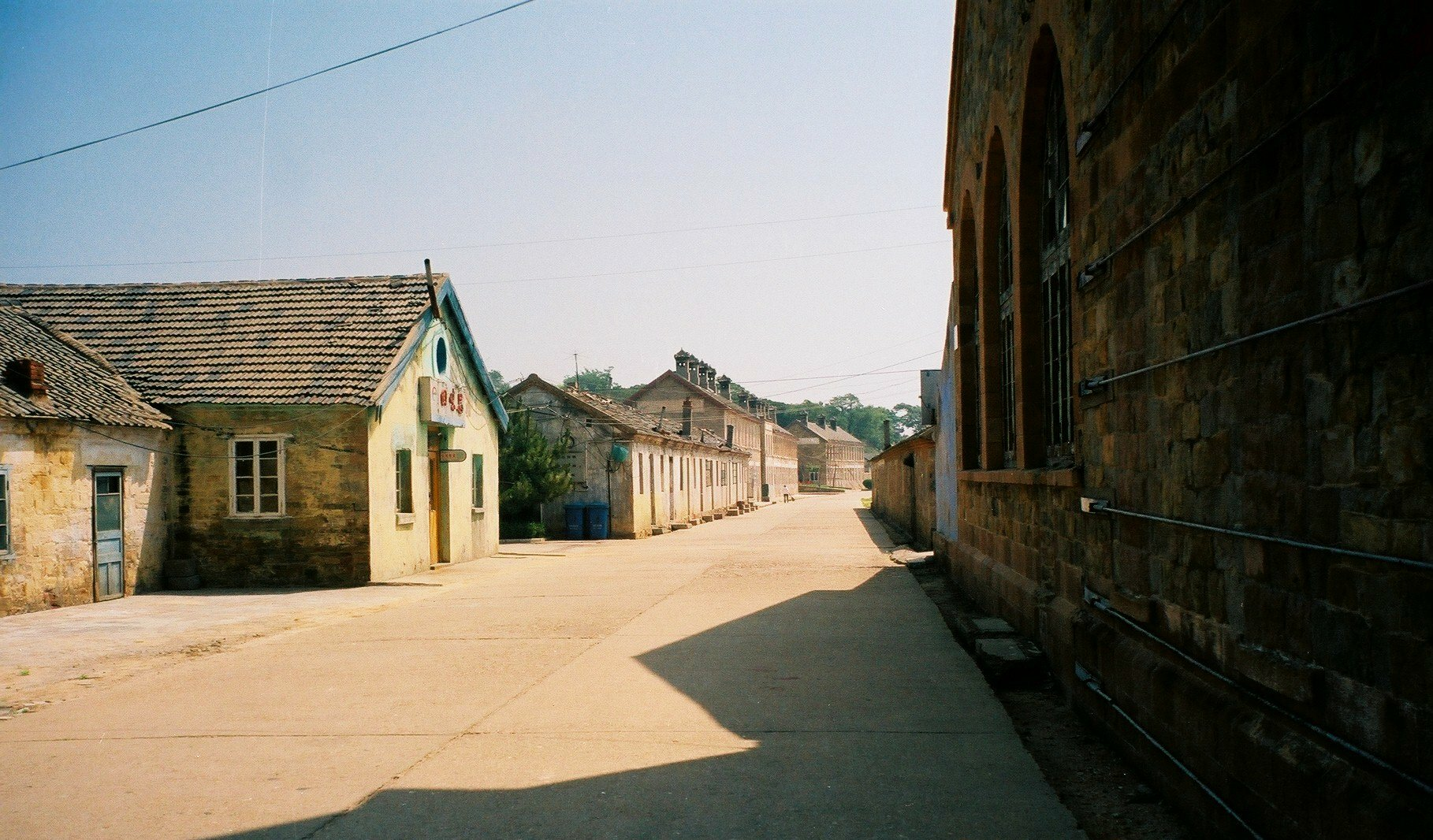
Một cơ sở của hải quân.

Vào thời Hoàng đế Quang Tự, Hạm đội Bắc Dương được thành lập, là lực lượng hải quân hiện đại đầu tiên của Trung Quốc, với một trung tâm điện báo, một học viện hải quân và trụ sở của các đơn vị hải quân Bắc Dương được thành lập trên đảo Lưu Công. Điều này dẫn đến việc xây dựng nhiều cơ sở và gia tăng dân số trên đảo. Tám trong số 15 tàu chiến hiện đại được mua từ Anh và Đức được giao cho Hạm đội Bắc Dương. Vào ngày 14 tháng 9 năm 1888, Đinh Nhữ Xương được trao quyền chỉ huy Hạm đội Bắc Dương. Từ năm 1887 trở đi, hơn 100 khẩu pháo đã được bố trí xung quanh cảng Uy Hải cũng như trên các đảo Lưu Công và đảo Lý. Cuối cùng, Đinh Nhữ Xương đã biến đảo Liugong thành nơi ở chính thức của mình. Một bến tàu hình chữ T, được gọi là "bến tàu sắt", được xây dựng trong những năm 1889 đến 1891.
Trong Chiến tranh Trung-Nhật đầu tiên, Hạm đội Bắc Dương đã phải chịu thất bại thảm hại và vào mùa xuân năm 1895, hòn đảo bị quân Nhật Bản chiếm đóng. Đinh Nhữ Xương tự sát. Sự chiếm đóng của Nhật Bản kéo dài khoảng ba năm. Năm 1898, Vương quốc Anh đã mua hòn đảo (cùng với phần còn lại của Uy Hải Vệ) khỏi Nhật Bản và đồng ý trao trả lại cho Trung Quốc sau 25 năm sử dụng hoặc khi người Nga rời cảng Arthur gần đó. Người Trung Quốc địa phương được tuyển dụng vào một trung đoàn Anh nhưng hòn đảo không được củng cố. Hải quân Hoàng gia Anh thành lập một căn cứ trên đảo Lưu Công tiến hành mở rộng các cơ sở hiện có. Người Anh xây dựng hàng loạt khu dân cư, bệnh viện, nhà thờ, quán trà, sân thể thao, bưu điện và nghĩa trang hải quân. Khi người Nga rời cảng Arthur vào năm 1905, theo điều khoản của hợp đồng thuê, chính phủ Anh sẽ phải trả lại hòn đảo cho Trung Quốc. Anh đàm phán lại hợp đồng thuê này với người Trung Quốc để chống lại sự hiện diện mới của Đức trong khu vực. Uy Hải Vệ được trả lại cho Trung Hoa Dân Quốc năm 1930, sau đó trở thành một khu vực hành chính đặc biệt. Chính phủ Trung Quốc cho phép Hải quân Hoàng gia Anh tiếp tục sử dụng căn cứ hải quân thêm mười năm nữa theo hợp đồng thuê. Nhật Bản tấn công Uy Hải Vệ vào năm 1938, khiến Anh phải rút khỏi đảo Lưu Công, và cuối cùng là một cuộc đổ bộ để chiếm đóng đảo của quân đội Nhật diễn ra vào ngày 1 tháng 10 năm 1940 (một ngày sau khi Nhật Bản coi việc thuê đảo hết hạn, mặc dù vậy Anh đã không đồng ý rằng các quyền của họ mất hiệu lực vì họ có một hợp đồng thuê mới đang đàm phán).
Năm 1949, hòn đảo bị Quân giải phóng nhân dân Trung Quốc chiếm đóng.